# Rete a resistenza costante
Una rete a resistenza costante in elettrotecnica è una rete la cui resistenza d'ingresso non cambia con la frequenza quando viene terminata correttamente. Esempi di reti a resistenza costante includono:
- Rete di Zobel
- Equalizzatore di fase reticolare
- Cella di Boucherot
- Equalizzatore dei ritardi con ponte a T